# كايل لانجفورد
كايل لانجفورد (بالإنجليزية: Kyle Langford) هو عداء مسافات متوسطة بريطاني، ولد في 2 فبراير 1996 في واتفورد في المملكة المتحدة.

## سجل المشاركة
| السنة                           | البطولة                                | المكان                            | المركز                          | الحدث                           | الوقت                           |
| ممثلاً بريطانيا العظمى و إنجلترا | ممثلاً بريطانيا العظمى و إنجلترا        | ممثلاً بريطانيا العظمى و إنجلترا   | ممثلاً بريطانيا العظمى و إنجلترا | ممثلاً بريطانيا العظمى و إنجلترا | ممثلاً بريطانيا العظمى و إنجلترا |
| ------------------------------- | -------------------------------------- | --------------------------------- | ------------------------------- | ------------------------------- | ------------------------------- |
| 2013                            | بطولة العالم للشباب لألعاب القوى       | دونيتسك، أوكرانيا                 | الثالث                          | 800 متر                         | 1:48.32                         |
| 2014                            | بطولة العالم للناشئين لألعاب القوى     | يوجين (اوريغون)، الولايات المتحدة | الثامن                          | 800 متر                         | 1:55.21                         |
| 2015                            | بطولة أوروبا للناشئين لألعاب القوى     | إسكيلستونا، السويد                | الأول                           | 800 متر                         | 1:48.99                         |
| 2015                            | بطولة العالم لألعاب القوى              | بكين، الصين                       | الجادي والأربعون                | 800 متر                         | 1:49.78                         |
| 2017                            | بطولة أوروبا لألعاب القوى داخل الصالات | بلغراد، صربيا                     | الرابع                          | 800 متر                         | 1:49.23                         |
| 2017                            | بطولة العالم لألعاب القوى              | لندن، المملكة المتحدة             | الرابع                          | 800 متر                         | 1:45.25                         |
| 2018                            | دورة ألعاب الكومنولث                   | غولد كوست، أستراليا               | الثاني                          | 800 متر                         | 1:45.16                         |
| 2019                            | بطولة العالم لألعاب القوى              | الدوحة، قطر                       | التاسع عشر                      | 800 متر                         | 1:46.41                         |

## وصلات خارجية
- كايل لانجفورد على موقع الاتحاد الدولي لألعاب القوى (الإنجليزية)